# Зебницький Костянтин Миколайович
Костянтин Миколайович Зебницький  (9 грудня 1970 — 6 березня 2022) — штурман-льотчик вертолітної ланки вертолітної ескадрильї майор Збройних сил України, загинув під час російсько-української війни.

## Життєпис
Народився 9 грудня 1970 року у м. Кременчуці Полтавської області, Україна.
У 1988 році закінчив 10 класів Кременчуцької середньої школи № 13.
З 1988 по 1991 рік навчався у Кременчуцькому льотному училищі цивільної авіації.
З 2016 року проходив службу за контрактом у військовій частині А 3384 на посаді льотчика-штурмана.
Загинув у ході російського вторгнення в Україну 6 березня 2022 року в районі м. Миколаєва, коли російські агресори збили два гелікоптери 18-тої окремої бригади армійської авіації. Також загинули  штурман вертолітної ланки вертолітної ескадрильї капітан Сергій Бондаренко, командир вертолітної ланки вертолітної ескадрильї капітан Олександр Чуйко, командир вертолітної ланки вертолітної ескадрильї капітан Владислав Горбань.
Попрощалися із загиблими 17 березня 2022 року в Полтаві біля Свято-Успенського собору. Архієпископ Полтавський і Кременчуцький Федір разом з іншими священниками провів заупокійний молебень.
Похований 18 березня 2022 року у м. Кременчуці.

## Нагороди
- орден Богдана Хмельницького II ступеня (2022, посмертно) — за особисту мужність і самовіддані дії, виявлені у захисті державного суверенітету та територіальної цілісності України, вірність військовій присязі[5].
- орден Богдана Хмельницького III ступеня (2022) — за особисту мужність і самовіддані дії, виявлені у захисті державного суверенітету та територіальної цілісності України, вірність військовій присязі[6].